# عليداد إبراهيم (قلعة خواجة)
عليداد إبراهيم (بالفارسية: علی‌دادابراهیم) هي منطقة سكنية تقع في إيران في قسم قلعة خواجة الريفي.